# Bibi Naceri
Bibi Naceri (* 28. Dezember 1968 in Paris; bürgerlich Larbi Naceri) ist ein französischer Schauspieler, Drehbuchautor und Schriftsteller.

## Biografie
Seine Mutter Jacqueline Naceri stammte aus der Normandie, sein Vater Djilali Naceri war Algerier. Sein älterer Bruder ist der Schauspieler Samy Naceri. Neben seiner Tätigkeit als Schauspieler seit 2001 ist er auch Autor von Drehbüchern und französischer Literatur.

## Bibliografie
- Bacalhau ! Don Quichotte, Paris 2014, ISBN 978-2-35949-299-6.
- Moi, Bibi, nègre d’Éric Besson : réponse pour l’identité nationale. Éd. Alphée-J.-P. Bertrand, 2010, ISBN 978-2-7538-0614-6.
- Récidives. Éd. du Toucan, 2009, ISBN 978-2-8100-0349-5.
- À l’arrache. Éd. du Toucan, 2008, ISBN 978-2-8100-0104-0.

## Filmografie

### Schauspieler
- 2001: Ferchaux (Fernsehfilm)
- 2002: Das tödliche Wespennest (Nid de guêpes)
- 2002: Féroce
- 2002: La mentale
- 2002: Retour en ville
- 2003: La bastide bleue (Fernsehfilm)
- 2004: Ghettogangz – Die Hölle vor Paris (Banlieue 13)
- 2008: Par suite d’un arrêt de travail…
- 2008: Go Fast
- 2009: Loin de tout (Kurzfilm)
- 2009: Serie in Schwarz: Nächste Ausfahrt Mord (Suite Noire: Vitrage à la corde, Fernsehserie, 1. Folge)
- 2009: Jalousie (Kurzfilm)
- 2009: Aïcha: Pilote (Fernsehfilmreihe)
- 2011: Aïcha: Job à tout prix (Fernsehfilmreihe)
- 2011: Je te survivrai (Kurzfilm)
- 2012: Je te tiens, tu me tiens (Kurzfilm)
- 2012: Routine (Kurzfilm)
- 2012: Road Nine
- 2017: A Day Like a Week
- 2021: Tic Tac
- 2023: Ramses to Paris
- 2023: A Day Like a Week
- 2023: The Deep State (Miniserie)

### Drehbuchautor
- 2002: La mentale
- 2002: Retour en ville (Kurzfilm)
- 2004: Ghettogangz – Die Hölle vor Paris (Banlieue 13)
- 2005: Seconde chance (Fernsehfilm)
- 2008: Go Fast
- 2009: Serie in Schwarz: Nächste Ausfahrt Mord (Suite Noire: Vitrage à la corde, Fernsehserie, 1. Folge)
- 2010: Le baltringue
- 2012: Routine (Kurzfilm)
- 2012: Road Nine
- 2014: Brick Mansions

### Regisseur
- 2009: Jalousie (Kurzfilm)
- 2010: À dos (Kurzfilm)
- 2010: Les arrivants (Kurzfilm)
- 2012: Routine (Kurzfilm)